# Bacalhau albardado
Bacalhau albardado é um prato típico da culinária de Portugal, em que os pedaços de bacalhau demolhado são fritos em polme ou numa massa de farinha levedada, muitas vezes servidos com salada, ou com arroz de feijão (ou outro). A grande diferença entre o bacalhau albardado e as pataniscas de bacalhau é que nestas o bacalhau é separado em pequenas lascas e misturado ao polme. Este prato é parecido com a preparação basca chamada fritada de bacalhau.
Em Águeda, o bacalhau albardado é acompanhado de puré ou batata cozida, com um molho de cebola refogada em azeite e gemas de ovos, guarnecido com salsa picada.